# Maodaotu
Maodaotu (kinesiska: 茂道吐, 茂道吐苏木) är en socken i Kina. Den ligger i den autonoma regionen Inre Mongoliet, i den norra delen av landet, omkring 980 kilometer öster om regionhuvudstaden Hohhot. Antalet invånare är 12031. Befolkningen består av 5 761 kvinnor och 6 270 män. Barn under 15 år utgör 17,0 %, vuxna 15-64 år 77 %, och äldre över 65 år 5,0 %.
Genomsnittlig årsnederbörd är 699 millimeter. Den regnigaste månaden är juli, med i genomsnitt 149 mm nederbörd, och den torraste är januari, med 6 mm nederbörd.